# Джакінто-Сіті (Техас)
Джакінто-Сіті (англ. Jacinto City) — місто (англ. city) в США, в окрузі Гарріс штату Техас. Населення — 9613 особи (2020).

## Географія
Джакінто-Сіті розташоване за координатами 29°45′59″ пн. ш. 95°14′28″ зх. д. / 29.76639° пн. ш. 95.24111° зх. д. (29.766377, -95.241218).  За даними Бюро перепису населення США в 2010 році місто мало площу 4,85 км², з яких 4,84 км² — суходіл та 0,01 км² — водойми.

## Демографія
Згідно з переписом 2010 року, у місті мешкали 10 553 особи в 3046 домогосподарствах у складі 2361 родини. Густота населення становила 2178 осіб/км².  Було 3357 помешкань (693/км²).
Расовий склад населення:
| - 64,3 % — білих - 3,5 % — чорних або афроамериканців - 1,1 % — корінних американців - 0,2 % — азіатів - 27,2 % — осіб інших рас |

До двох чи більше рас належало 3,6 %. Частка іспаномовних становила 83,9 % від усіх жителів.
За віковим діапазоном населення розподілялося таким чином: 30,9 % — особи молодші 18 років, 59,6 % — особи у віці 18—64 років, 9,5 % — особи у віці 65 років та старші. Медіана віку мешканця становила 30,3 року. На 100 осіб жіночої статі у місті припадало 99,9 чоловіків;  на 100 жінок у віці від 18 років та старших — 100,7 чоловіків також старших 18 років.
Середній дохід на одне домашнє господарство  становив 36 739 доларів США (медіана — 26 735), а середній дохід на одну сім'ю — 41 089 доларів (медіана — 32 218). Медіана доходів становила 32 800 доларів для чоловіків та 22 386 доларів для жінок. За межею бідності перебувало 35,5 % осіб, у тому числі 44,9 % дітей у віці до 18 років та 23,2 % осіб у віці 65 років та старших.
Цивільне працевлаштоване населення становило 3831 особа. Основні галузі зайнятості: виробництво — 17,4 %, роздрібна торгівля — 13,1 %, будівництво — 12,9 %.